# Robert Bach (Politiker)
Robert Bach (* 7. Dezember 1901 in Limbach; † 10. Juni 1976 in Neunkirchen) war ein deutscher Gewerkschafter und Politiker (SPD).

## Leben
Nach dem Schulbesuch absolvierte Bach eine Ausbildung zum Bergmann und arbeitete anschließend in diesem Beruf. Er wurde 1937 aus politischen Gründen entlassen, aber mit dem Ausbruch des Zweiten Weltkriegs wieder eingestellt.
Bach arbeitete von 1945 bis 1947 als Betriebsprüfer bei der AOK in Homburg. 1947 wechselte er als Sekretär zum Industrieverband Bergbau der Einheitsgewerkschaft Saar. Nach dem Verbot der Gewerkschaft durch die saarländische Regierung 1953 war er zunächst arbeitslos, wurde aber mit der Wiederzulassung des Verbandes im September 1956 wieder eingestellt. Seit dem Beitritt des Saarlandes zur Bundesrepublik Deutschland war er Gewerkschaftssekretär der IG Bergbau.

## Politik
Bach war seit 1920 Mitglied der SPD. Er gehörte dem Deutschen Bundestag vom 27. Oktober 1959, als er für den Abgeordneten Rudolf Recktenwald nachrückte, bis 1961 an. Er kam über die Landesliste der SPD im Saarland in das Parlament.